# John Claudius Loudon
John Claudius Loudon   (Cambuslang, 8 d'abril de 1783 - Bayswater i Londres, 14 de desembre de 1843) va ser un dissenyador de jardins i botànic escocès.

## Biografia
Loudon nasquà a Cambuslang, Lanarkshire, Escòcia. Loudon estudià biologia, botànica i agricultura a la Universitat d'Edinburgh.
Loudon patí reumatisme i artritis. Visità l'Orient Pròxim. El 1826, a causa de la seva malaltia patí l'amputació de la seva espatlla dreta. Per a combatre el dolor s'acostumà a prendre opi.

## Obra

### Obra en horticultura

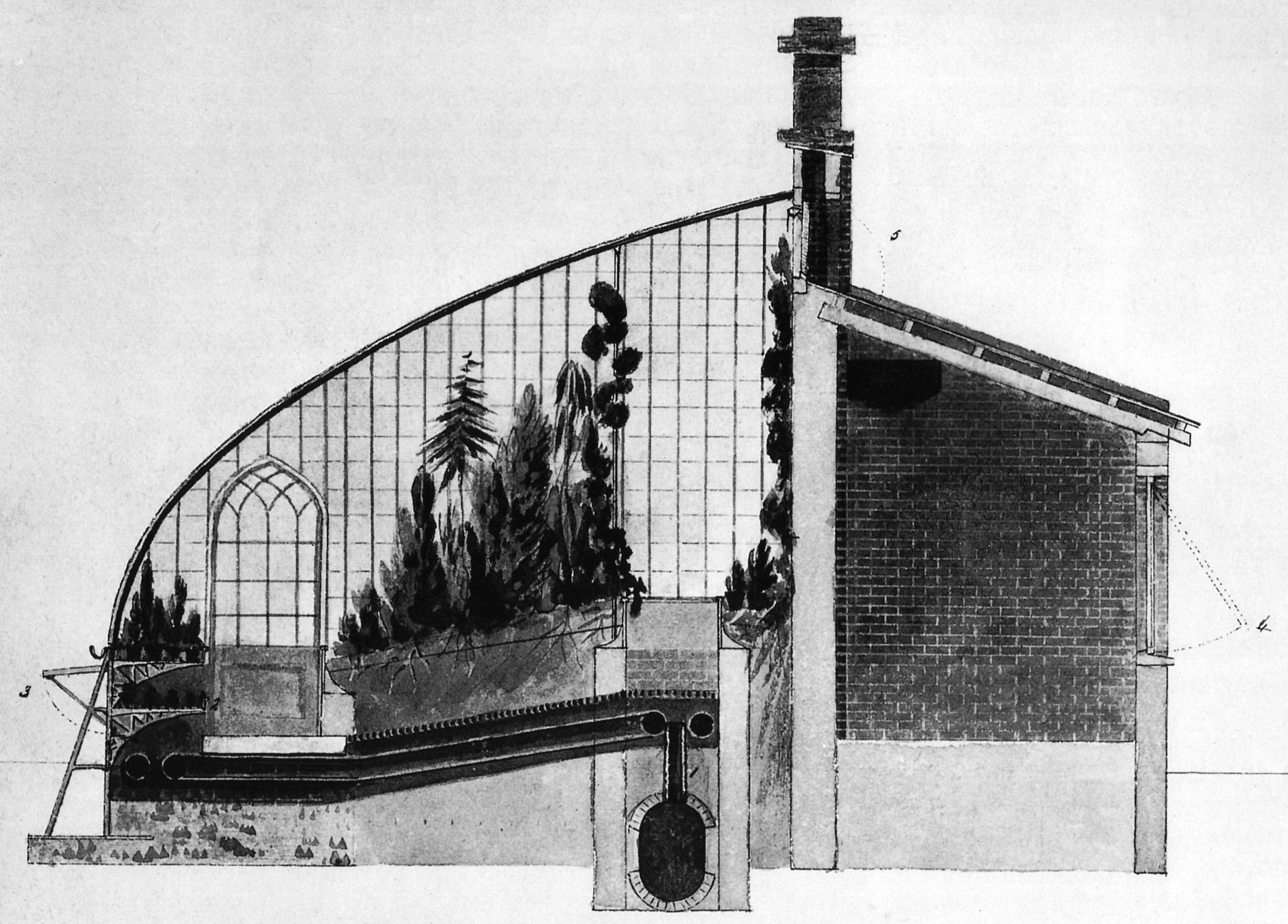
Disseny d'un hivernacle per a la Royal Horticultural Society, 1818.

Cap a 1803, Loudon publicà un article titulat Observations on Laying out the Public Spaces in London. Hi recomanava introduir arbres amb la capçada més lleugera.
El 1808, Loudon treballà per a la propietat de George Frederick Stratton, Tew Park, on muntà una escola per ensenyar les noves teories de llaurar el sòl. Loudon publicà un fulletó titulat The Utility of Agricultural Knowledge to the Sons of the Landed Proprietors of Great Britain, &c., by a Scotch Farmer and Land-Agent.
Després de viatjar per Europa des de 1813 a 1814, Loudon se centra en el disseny dels hivernacles i altres sistemes agrícoles. Loudon també va fer dissenys per sistemes passius d'escalfament solar. El 1815, va ser elegit membre de la Reial Acadèmia Sueca de Ciències.
Loudon va ser també planificador urbà. Per als espais verds (cinturons verds) de Londres publicà el 1829, Hints for Breathing Places for Metropolis
El 1832, Loudon fundà la teoria de disseny amb plantes titulada Gardenesque.
Loudon va donar difusió al terme Arquitectura paisatgística (landscape architecture) agafat de Gilbert Laing Meason.

### Publicacions
La seva primera obra publicada va ser, An Encyclopædia of Gardening el 1822. Després Loudon publicà The Encyclopedia of Agriculture el 1825. Fundà el Gardener's Magazine, el primer periòdic dedicat únicament a l'horticultura, el 1826. Poc temps després inicià el Magazine of Natural History el 1828.
Arboretum et Fruticetum Britannicum il·lustrat, es publicà el 1830.
També dissenyà els cementiris (Bath Abbey Cemetery, Histon Road Cemetery, Cambridge, i Southampton Old Cemetery
El dissenys de Loudon per al Derby Arboretum, Loddiges arboretum a Abney Park serviren d'inspiració per als Royal Botanical Gardens de Kew.